# 소리아 여공작 인판타 마르가리타
소리아 여공작 인판타 마르가리타(Infanta Margarita, Duchess of Soria, 1939년 3월 6일 ~ )는 후안 카를로스 1세 국왕의 여동생이자 스페인의 현 국왕 펠리페 6세의 고모이다.